# Lee Young-ho
Lee Young-ho, noto anche con lo pseudonimo di Flash (이영호?, I Yeong-hoLR; Daejeon, 5 luglio 1992), è un videogiocatore sudcoreano di StarCraft: Brood War.
Soprannominato The Ultimate Weapon dai suoi fan, dal 2007, anno di debutto, è stato uno dei Terran più di successo. Fa parte del team KT Rolster, e il suo ingaggio annuale arriva ai 300.000.000 Won.

## Biografia
Flash inizia la sua carriera professionale nel 2007, riuscendo a qualificarsi a un OSL al primo tentativo, e battendo inaspettatamente Bisu nei quarti di finale, per poi perdere in semifinale con l'eventuale vincitore, GGPlay.
Nel 2008, si qualifica sia per l'OSL che per il MSL; mentre in quest'ultimo viene fermato dal successivo vincitore Jaedong, riesce ad aggiudicarsi l'OSL, battendo Stork in finale. 
Nell'anno successivo alla vittoria, però i risultati di Lee Young-Ho non furono brillanti, ma, a fine 2009 riesce a conquistare il secondo titolo OSL, battendo in finale Movie per 3-1. Perde però la finale del NATE MSL per 3-1, in favore di Jaedong, con il quale era ormai nata una rivalità.
Si aggiudica il secondo posto nel successivo OSL, perdendo in finale in favore di Effort, ma si aggiudica l'Hana Daetoo Securities MSL battendo Jaedong 3-0.
Nella seconda metà del 2010, riesce a conquistare il Korean Air OSL e il BigFile MSL battendo in entrambe le finali ancora Jaedong, ed aggiudicandosi il Golden Mouse. Inoltre, si aggiudica i WCG 2010 battendo Kal in finale, e sconfiggendo ancora Jaedong durante la semifinale.
Nella stagione successiva Flash non riesce a prolungare il suo dominio, riuscendo però a vincere l'ABC Mart MSL, sconfiggendo ZerO nella finale.

## Statistiche
|            | Vittorie | Sconfitte | %      |
| ---------- | -------- | --------- | ------ |
| vs Terran  | 168      | 63        | 72,73% |
| vs Zerg    | 176      | 70        | 71,54% |
| vs Protoss | 155      | 70        | 68,75% |
| Totale     | 498      | 203       | 71,04% |

## Risultati
- 2008 Vincitore del Bacchus OSL
- 2009 Vincitore dell'EVER OSL 2009
- 2010 Secondo al NATE MSL
- 2010 Secondo al Korean Air Starleague Season 1
- 2010 Vincitore del Hana Daetoo Securities MSL
- 2010 Vincitore del Bigfile MSL
- 2010 Vincitore del Korean Air Starleague Season 2
- 2010 Vincitore dei World Cyber Games 2010
- 2011 Vincitore dell'ABC Mart MSL